# Heilig teken van het kruis in Aparan

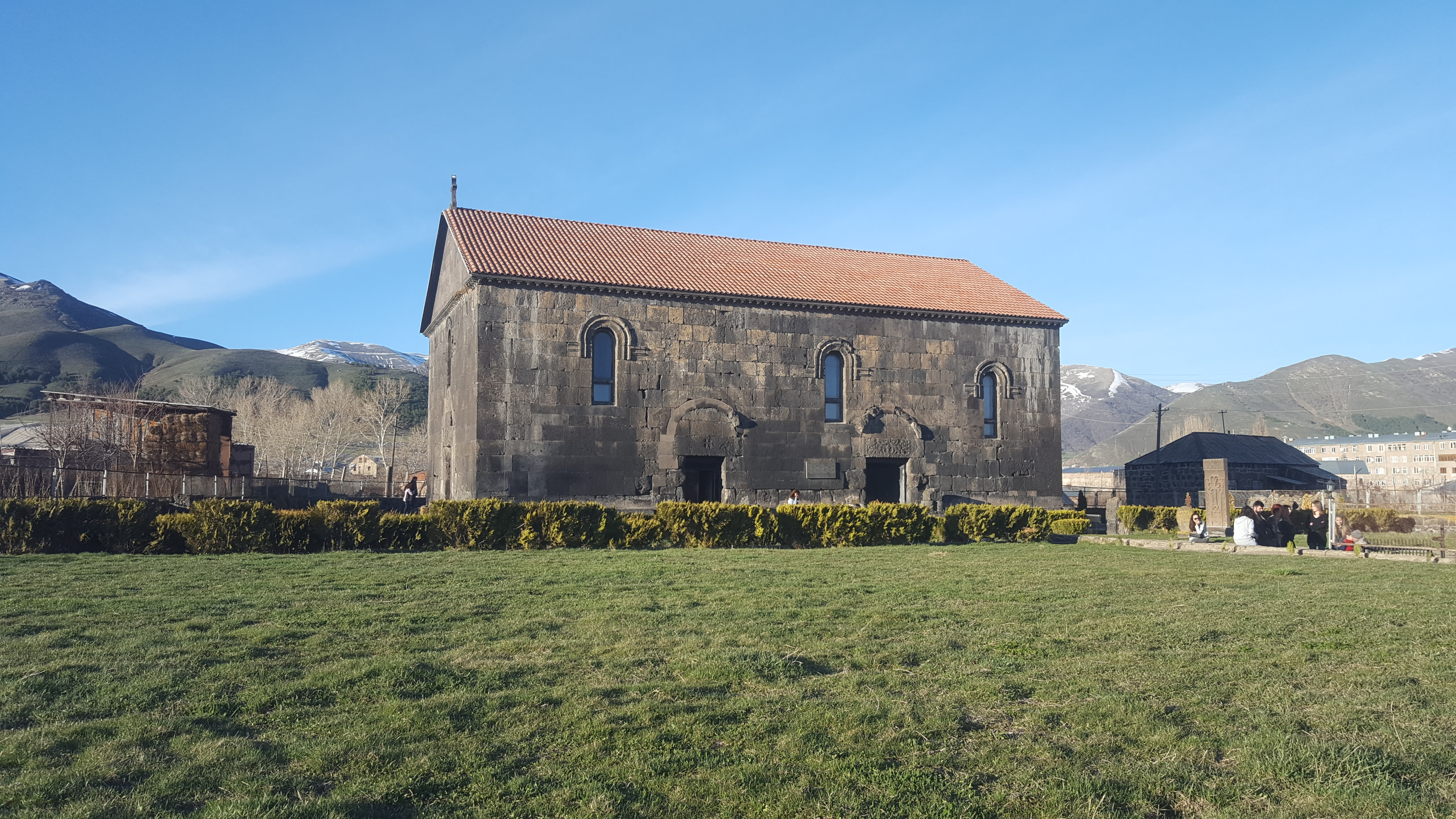
Heilig teken van het kruis

De basilica Heilig teken van het kruis ook wel de Kerk van Sint Nshan genoemd, (Armeens: Սուրբ Նշան, Surb Nshan) is een kerkgebouw in Aparan, Armenië. Het kerkgebouw is tegen het einde van de 4e eeuw gebouwd. Het gebouw is een traditionele basilica en is opgetrokken uit natuursteen met een nieuw dak van dakpannen. Het is het oudst bekende christelijke bouwwerk uit de Armeense architectuur.
Gedurende de jaren van de bezetting door de Sovjet-Unie was de kerk in onbruik geraakt maar de kerk is gerestaureerd en sinds 2002 vinden opnieuw kerkdiensten plaats in deze kerk. In dat jaar werd de kerk opnieuw gewijd door patriarch Karekin II van de Armeens-Apostolische Kerk. 
Toeristen kunnen de kerk eveneens bezoeken.